# Elizabeth Prentiss

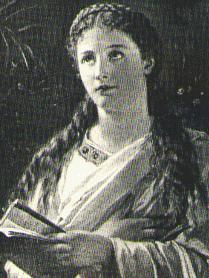
Elizabeth Prentiss

Elizabeth Prentiss (ur. 1818, zm. 1878) – prozaiczka i poetka amerykańska. 

## Życiorys
Elizabeth Prentiss urodziła się jako Elizabeth Payson 26 października 1818 w Portland w stanie Maine. Przez krótki czas pracowała w szkole w Richmond w Virginii. W 1845 wyszła za mąż za wielebnego George’a Lewisa Prentissa. Osiedli w New Bedford w Massachusetts. Mieli sześcioro dzieci. Dwoje z nich wcześnie zmarło. Elizabeth zmarła 13 sierpnia 1878 w Dorset w Vermont. Po śmierci żony George Prentiss napisał i wydał The Life and Letters of Elizabeth Prentiss.

## Twórczość
Elizabeth Prentiss zadebiutowała w wieku 16 lat. Pisała książki dla dzieci i hymny religijne. Jest autorką cyklu o Little Susy, rozpoczętą powieścią Little Susy's Six Birthdays (1853).